# Pán Hradu

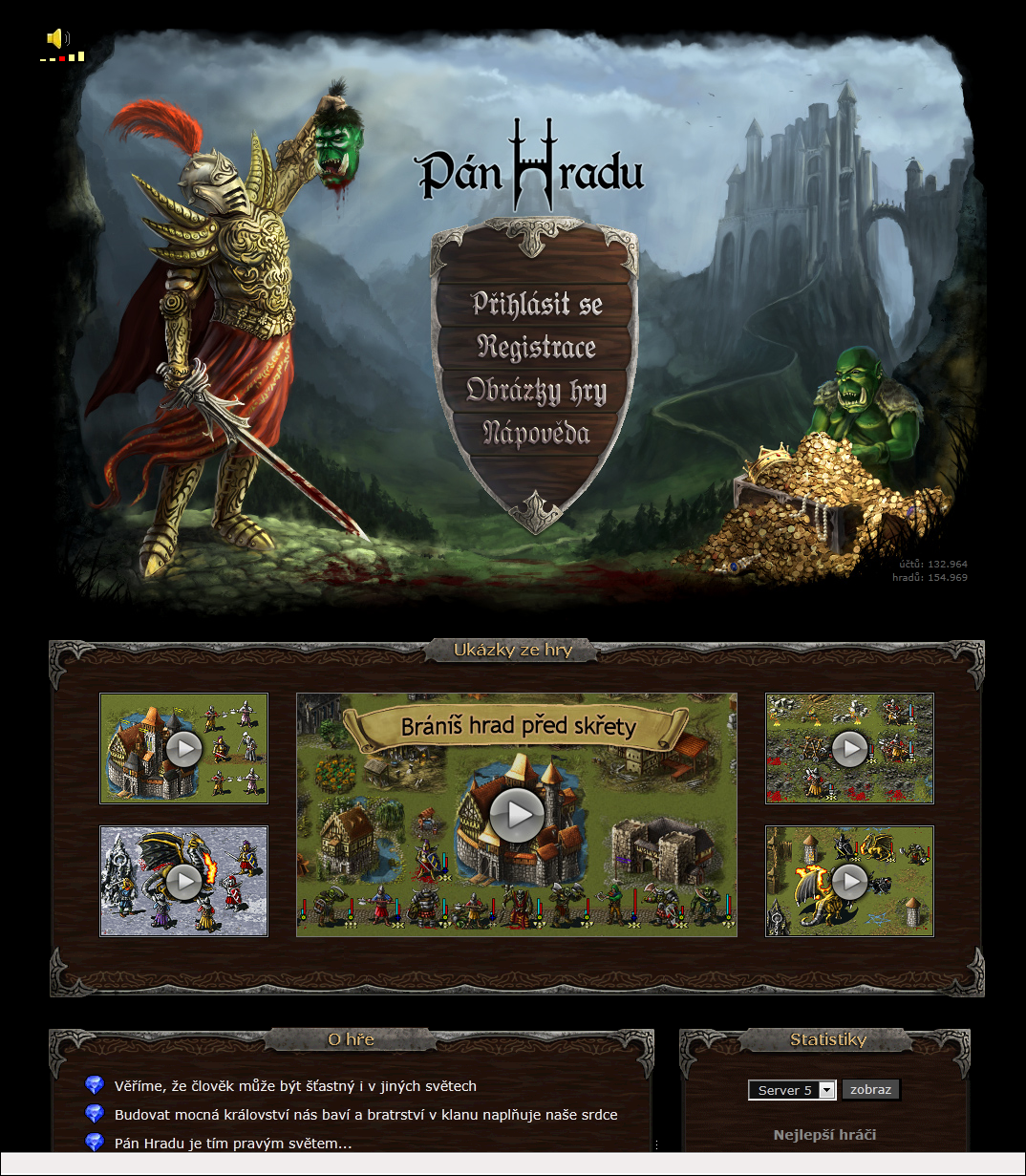
Úvodní stránka Pána Hradu

Pán Hradu je česká online strategie. Hra byla spuštěna v roce 2010 a disponuje velkou mapou a ozvučením. Vývoj hry trval něco přes rok. Hlavním autorem celého programu je Zdeněk Pletka, který je také autorem hry Dark Elf. Na grafice se podílel Martin Vocet a na celkovém ozvučení Martin Klusák.

## Úvod do hry
Pán Hradu je česká online strategie.
Hraje se v internetovém prohlížeči a umožňuje pohyb a boj jednotek přímo na mapě! Ovládání je velice snadné, hráč kliká na šipky a vojáci se pohybují daným směrem.
Příběh začíná tak, že se jako hráč dostaneš do role krále, který se po smrti svého otce jde ujmout zpustošeného rodinného hradu. První problém tě potká hned cestou na hrad. Tvého věrného zbrojnoše obklíčí skřeti a tvým úkolem bude ho pomocí hrdiny zachránit.
Další problém je ten, že hrad je bez obrany, navíc poddaní jsou hladoví a vystrašení. Budeš muset zajistit vodu a bydlení. A pak postavit farmu a vycvičit stráž.
Z peněz a surovin, které neustále plynou do pokladnice, stavíš domy, cesty, hradby a verbuješ vojáky. Až bude bezpečnost hradu zajištěna, vyrazíš s hrdinou a jeho družinou do dálek za dobrodružstvím, kde se utkáš s hrdiny ostatních hráčů o poklady a mocné artefakty...

## Rada pro nováčky do startu
Doporučujeme vám připojit se na server 3 do klanu Valyrie.
V tomto klanu najdete ty bezkonkurenčně nejlepší hráče, kteří vám rádi a ochotně s hrou pomohou.

## Cíl hry
Cílem hry je postavit co nejvyšší level hradu. Hrad je centrum tvého království, čím vyšší je level hradu, tím lepší stavby můžeš stavět, a také máš odemknuty vyšší levely staveb. Zároveň, čím vyšší level hradu máš, tím na tvé království bude útočit více skřetů! Hrad má vnitřní kapacitu skladišť 10 000 surovin pro pomalý typ serveru a 20 000 pro rychlý server.
Vyhrává klan který jako první postaví hrad level 12. Většinou je předem domluvené který klan ho postaví, málokdy se bojuje.
V případě boje jsou hráči této hry velice naštvaní a píšou majiteli aby si našel důvod a zabanoval agresory.

## Boj
Boj je stěžejní část hry. Jednotky bojují na mapě.
Po zahájení boje na blízko si jednotky vzájemně zasazují rány 1x za minutu.
Střelecké jednotky mohou střílet na dálku a jejich poškození je instantní. Stejně tak fungují kouzla jako například trojtornádo.
Trojtornádo je nejlepší kouzlo ve hře.
Hráč bojuje primárně proti NPC, tedy proti jednotkám ovládaných počítačem. Příkladem jsou třeba skřeti, kteří útočí na hráčův hrad.

S jinými hráči je možné bojovat, je to ale velice vzácné. 
Nejčastěji dojde k soubojům mezi klany, primárně agresivním klanem Valyrie, který útočí na ostatní klany na jiných serverech.
V případě boje jsou hráči této hry velice naštvaní, myslí si totiž že mají právo nerušeně "farmařit".

## Typy surovin a měn
- Zlato
- Jídlo
- Dřevo
- Kámen
- Železo
- Kredity (prémiová měna, kupují se za ni různé výhody)

## Srazy hráčů
Pán Hradu pořádá 2× ročně sraz hráčů v Praze. Většinou se zde hraje o kredity (placené výhody hry) a dá se zde na živo setkat s tvůrci hry.

## Technologie
Pán Hradu je tvořený z dnes již archaických a značně nevhodných technologií jako např.  jquery.
Hra nebyla nikdy přepsána pomocí moderních technologií a proto je její vývoj velice pomalý a pracný.
Hra využívá vlastní javascript framework a technologie ASP.NET, JS, HTML, CSS